# Шантаж
Шанта́ж (фр. chantage), в уголовном праве — вымогательство, угроза компрометирующих или клеветнических разоблачений с целью вымогательства чужого имущества или разного рода уступок.
В другом источнике указано что Шантаж, в уголовном праве, вымогательство имущества путём угрозы разоблачить действительные или вымышленные позорящие обстоятельства или тайны.

## Описание
В настоящее время слово «шантаж» нередко используется в широком смысле — как угроза любых негативных последствий в случае невыполнения требований. Расчёт шантажиста обычно при этом заключается в том, что последствия являются более тяжёлыми и неприемлемыми, чем выполнение его требований, и тогда шантажируемая сторона может пойти на их выполнение как на меньшее зло или неприятность.
Одной из основных черт шантажа является завышенность требований шантажиста по сравнению с нормами окружающего мира. Обычно шантажист подводит и «загоняет» жертву путём различных манипуляций в патовую ситуацию. В настоящее время в некоторых государствах и странах наблюдается чрезмерное употребление слова шантаж в политических и экономических вопросах, довольно часто не соответствующее сущности этого понятия.
Согласно статье 615 Уголовного уложения Российской империи, от 1903 года, шантажом называлось «побуждение, с целью доставить себе или другому имущественную выгоду, к передаче имущества, или к уступке права по имуществу, или к вступлению в иную невыгодную по имуществу сделку, посредством угрозы оглашением вымышленных или истинных сведений».
До сих пор в российском уголовном законодательстве шантаж — не самостоятельное преступление, а средство совершения других преступлений. Шантажом называется угроза распространения сведений, позорящих потерпевшего или его близких, либо иных сведений, которые могут причинить существенный вред правам или законным интересам потерпевшего или его близких. Шантаж как один из видов угроз может применяться не только при вымогательстве, но и, например, при понуждении к действиям сексуального характера, воспрепятствовании профессиональной деятельности журналистов и так далее.